# بيرت كامبفرت
بيرت كامبفرت (بالألمانية: Bert Kaempfert)‏ 16 أكتوبر 1923 في هامبورغ - 12 يونيو 1980 في مايوركا. كان قائد فرقة ومنظم وملحن ألماني. كان قبل صعود جيمس لاست أشهر قائد أوركسترا ألماني بعد الحرب العالمية الثانية.

## حياته
درس العزف على آلة البيانو والساكسفون والكلارينيت والأكورديون في مدرسة الموسيقى في هامبورغ، وبدأ مسيرته كعازف على الساكسفون في أوركسترا عند أوركسترا هانس بوش - دانتسيقر راديو .

## روابط خارجية
- بيرت كامبفرت على موقع IMDb (الإنجليزية)
- بيرت كامبفرت على موقع الموسوعة البريطانية (الإنجليزية)
- بيرت كامبفرت على موقع روتن توميتوز (الإنجليزية)
- بيرت كامبفرت على موقع مونزينجر (الألمانية)
- بيرت كامبفرت على موقع ألو سيني (الفرنسية)
- بيرت كامبفرت على موقع ميوزك برينز (الإنجليزية)
- بيرت كامبفرت على موقع أول موفي (الإنجليزية)
- بيرت كامبفرت على موقع قاعدة بيانات برودواي على الإنترنت (الإنجليزية)
- بيرت كامبفرت على موقع قاعدة بيانات الأفلام السويدية (السويدية)
- بيرت كامبفرت على موقع أول ميوزيك (الإنجليزية)